# Корветы типа «Баррозу»
Корветы типа «Баррозу» — проект корвета ВМС Бразилии, реализованный по состоянию на 2022 год в виде единственного корабля V-34 «Barroso». Это пятый бразильский военный корабль, названный в честь адмирала Франсиско Маноэля Баррозу да Силва. Спущен на воду 20 декабря 2002 г., введен в строй 19 августа 2008 г.

## История службы
4 сентября 2015 года корвет Barroso спас 220 сирийских мигрантов в Средиземном море, о чем сообщается в заявлении Минобороны, опубликованном на его сайте. Бразильский корабль направлялся в Бейрут, чтобы заменить фрегат União в качестве флагмана Оперативного морского соединения (MTF) Временных сил Организации Объединенных Наций в Ливане (UNIFIL), когда получил сообщение от Итальянского морского спасательно-координационного центра (MRCC) о тонущем судне, везущем эмигрантов в Европу.
27 ноября 2018 года с корабля был проведён первый запуск прототипа противокорабельной ракеты Mansup.

## Потенциальные зарубежные продажи
В июле 2010 года, после визита президента Бразилии Луиса Инасиу Лула да Силва в Экваториальную Гвинею, было объявлено о заказе корвета типа Barroso. Однако по состоянию на 2014 год никаких дальнейших шагов предпринято не было.
В 2015 году EMGEPRON представила на выставке LAAD 2015 модель корвета типа Tamandaré, модернизированную версию корвета Barroso.

## Дальнейшее чтение
- Galante, Alexandre. Corveta Barroso: uma sobrevivente (порт.). Poder Naval Online. Архивировано из оригинала 7 июня 2009 года. Retrieved on July 23, 2009.
- "Barroso" class light patrol frigate.